# Masters de Roma 1971
El Abierto de Italia 1971 fue la edición del 1971 del torneo de tenis Masters de Roma. El torneo masculino fue un evento del circuito ATP 1971.  El torneo femenino fue un evento del circuito WTA 1971.

## Campeones

### Individuales Masculino
Rod Laver vence a  Jan Kodeš, 7–5, 6–3, 6–3

### Individuales Femenino
Virginia Wade vence a  Helga Niessen Masthoff, 6–4, 6–4

### Dobles Masculino
John Newcombe /  Tony Roche vencen a  Andrés Gimeno /  Roger Taylor, 6–4, 6–4

### Dobles Femenino
Helga Masthoff /  Virginia Wade vencen a  Lesley Turner /  Helen Gourlay, 5-7, 6-2, 6-2